# Cranbourne (Meteorit)
Koordinaten: 38° 5′ 50,6″ S, 145° 16′ 57″ O
Der Cranbourne-Meteorit ist ein in der Nähe von Cranbourne (City of Casey, ein Vorort Melbournes) im australischen Bundesstaat Victoria niedergegangener Meteorit.
Die beiden größten Bruchstücke mit einem Gewicht von 3500 und 1500 Kilogramm wurden zum Zeitpunkt ihres Fundes zu den weltweit größten gerechnet. Mit einem Gesamtgewicht von etwa 8700 Kilogramm ist es nach den Mundrabilla-Meteoriten der zweitgrößte Meteoritenfund in Australien.

## Geschichte
Der Zeitpunkt des Falls des Cranbourne-Meteoriten ist nicht bekannt, es wird jedoch geschätzt, dass er um das Jahr 1800 gefallen ist.
Die ersten beiden Bruchstücke wurden etwa 1853 entdeckt. 1854 wurde auf einer Ausstellung in Melbourne ein – wie man später feststellte – aus Meteoriteneisen (des Cranbourne #1) hergestelltes Hufeisen gezeigt.
1860 stellte man fest, dass es sich bei den bisher gefundenen Stücken um einen Meteoriten handelt, was diese zum Gegenstand regen wissenschaftlichen Interesses machte.
Bei allen gefundenen Stücken handelt es sich um Eisenmeteoriten, die zur Klasse der Oktaedrite gehören. Sie weisen die gleiche Zusammensetzung auf und ihre Fundstellen liegen auf einer von Nordost nach Südwest verlaufenden und rund 22 Kilometer langen Linie. Dies deutet darauf hin, dass ein Meteorit nach Eintritt in die Erdatmosphäre in mehrere Teile zerbrochen und niedergegangen ist.

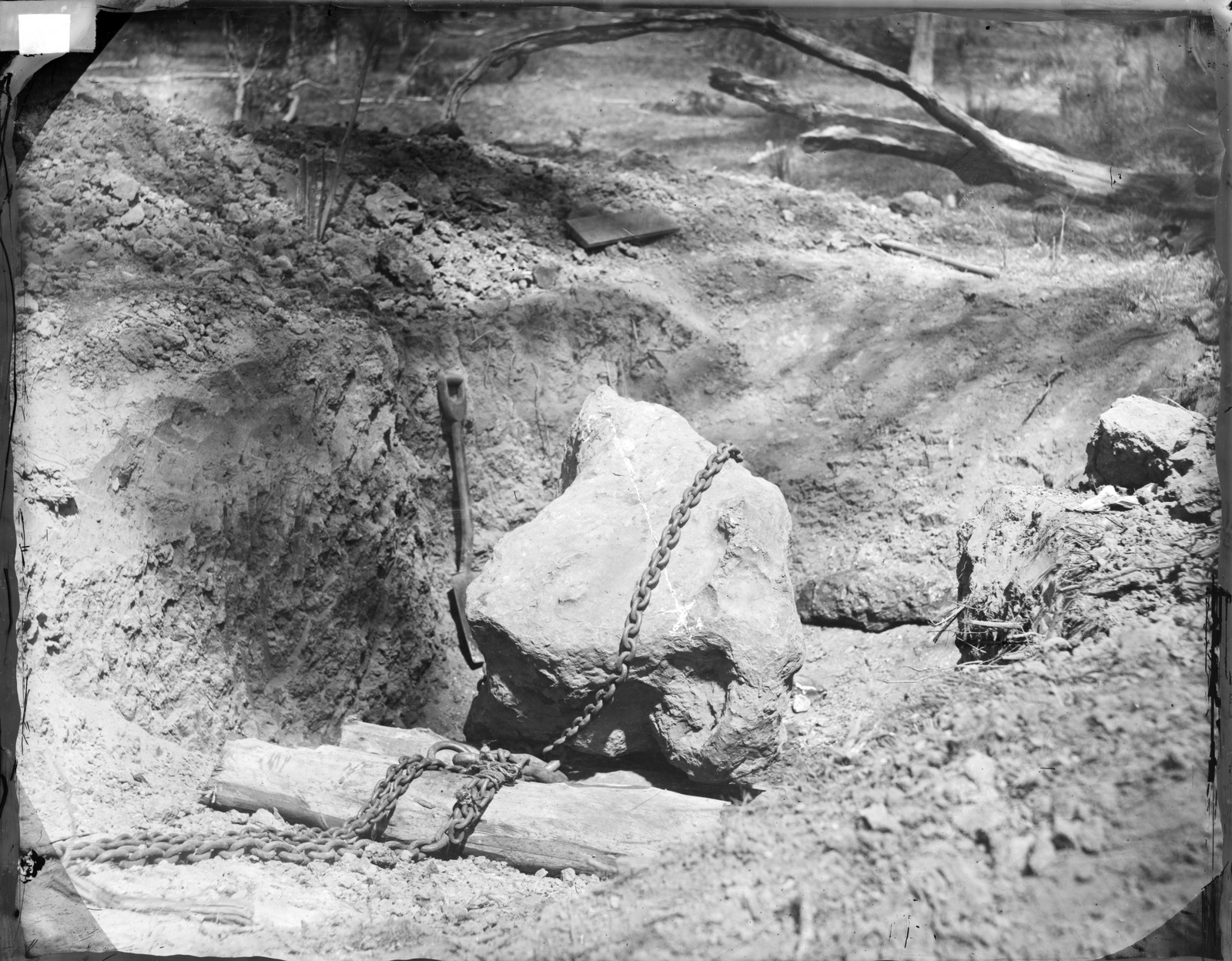
Cranbourne 1, der Bruce-Meteorit, wird im Februar 1862 ausgegraben. State Library Victoria pictures collection.

Die Meteoritenstücke Cranbourne #1 und Cranbourne #2 gingen 1862 in den Besitz des Natural History Museum in London über. Der Verlust dieser bedeutenden Objekte für Australien löste Empörung aus, so dass das Natural History Museum den Cranbourne #2 dem National Museum of Victoria schenkte.
Im Laufe der Jahre wurden weitere Bruchstücke gefunden – bis heute sind es insgesamt 13 Meteoritenteile. Alle Bruchstücke wurden zufällig beim Bau von Eisenbahnen, Straßen oder bei der Feldarbeit gefunden – eine systematische Suche ist bisher nicht erfolgt.

## Liste der 13 Bruchstücke des Cranbourne-Meteoriten
| Name           | Weiterer Name | Fundjahr                   | Masse kg | Verbleib;                                                                                           |
| -------------- | ------------- | -------------------------- | -------- | --------------------------------------------------------------------------------------------------- |
| Cranbourne #1  | Bruce         | 1853                       | 3550     | Natural History Museum in London                                                                    |
| Cranbourne #2  | -             | 1853                       | 1525     | Melbourne Museum                                                                                    |
| Cranbourne #3  |               | 1857                       | 6,8      | Verbleib unbekannt                                                                                  |
| Cranbourne #4  | -             | 1923                       | 1270     | Melbourne Museum                                                                                    |
| Cranbourne #5  | -             | 1923                       | 356      | Sammlung des Ministeriums für Primärindustrie in Melbourne                                          |
| Cranbourne #6  | Pakenham      | 1928                       | 40,5     | Abteilung für Mineralogie und Petrologie des Melbourne Museum                                       |
| Cranbourne #7  | -             | 1923                       | 153      | Sammlung des Fachbereiches Geologie des Naturwissenschaftlichen Instituts der Universität Melbourne |
| Cranbourne #8  | -             | 1923                       | 23,6     | Sammlung des Ministeriums für Primärindustrie in Melbourne                                          |
| Cranbourne #9  | Beaconsfield  | 1876                       | 74,9     | wurde zerteilt und zerstreut                                                                        |
| Cranbourne #10 | Langwarrin    | 1886                       | 914      | Melbourne Museum                                                                                    |
| Cranbourne #11 | Pearcedale    | 1903                       | 762      | National Museum of Natural History, Washington, D.C.                                                |
| Cranbourne #12 | -             | 1927 / wiederentdeckt 1982 | 23       | Dauerleihgabe des Melbourne Museum an die City of Casey                                             |

Kleinere, abgetrennte Stücke der Meteoriten wurden an andere Museen verteilt.

## Sonstiges

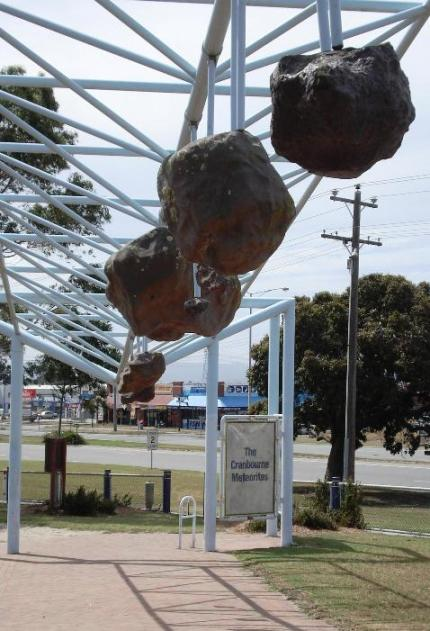
Die Repliken des Cranbourne-Meteoriten in Cranbourne

Repliken der Cranbourne-Meteoriten werden in einem Park in Cranbourne ausgestellt.